# Vesljungasjön
Vesljungasjön är en sjö mellan Emmaljunga och Visseltofta Osby kommun i Skåne och ingår i Helge ås huvudavrinningsområde. Sjön har en yta på 0,556 kvadratkilometer och befinner sig 110 meter över havet. Sjön avvattnas av vattendraget Lillån. Den är långgrund nästan överallt och maxdjupet är 2,6 m. På vissa områden är det mycket sten och på andra vass och dy.
Vesljungasjön har två öar, Gräsön och Kråkön. Här finns också en lång och fin sandstrand med en brygga på sommaren. I sjön kan man fiska gädda, abborre, mört och sutare.

## Delavrinningsområde
Vesljungasjön ingår i delavrinningsområde (625691-137753) som SMHI kallar för Mynnar i Helge å. Medelhöjden är 127 meter över havet och ytan är 32,9 kvadratkilometer. Det finns inga avrinningsområden uppströms utan avrinningsområdet är högsta punkten. Lillån som avvattnar avrinningsområdet har biflödesordning 2, vilket innebär att vattnet flödar genom totalt 2 vattendrag innan det når havet efter 101 kilometer. Avrinningsområdet består mestadels av skog (64 %) och sankmarker (21 %). Avrinningsområdet har 0,55 kvadratkilometer vattenytor vilket ger det en sjöprocent på 1,7 %.

## Fisk
Vid provfiske har följande fisk fångats i sjön:
- Abborre
- Gärs
- Gädda
- Karp
- Mört
- Sutare